# Colibrí safir cua de foc
El colibrí safir cua de foc (Chrysuronia oenone) és una espècie d'ocell de la família dels troquílids (Trochilidae) i única espècie del gènere Chrysuronia (Bonaparte, 1850).

## Descripció

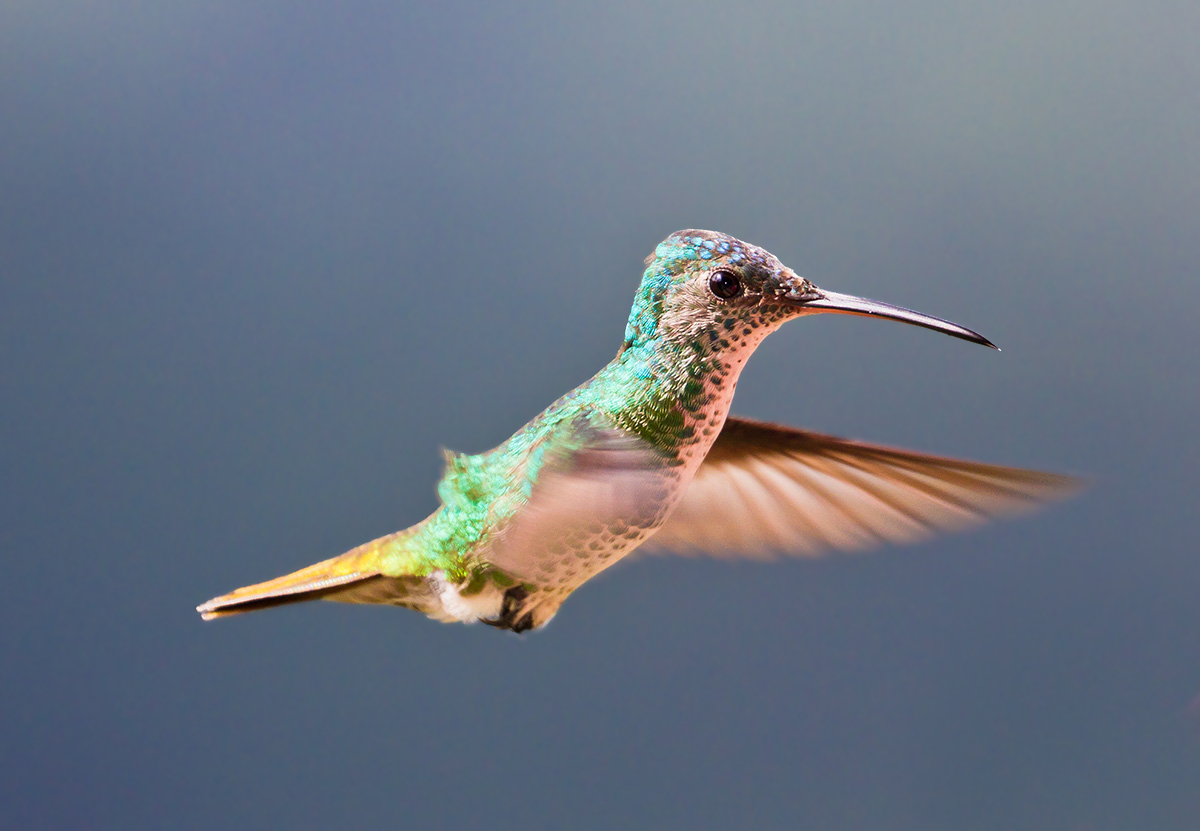
Femella

- Mesura uns 95 cm de llarg. Bec i potes brunes.
- Mascle amb dors, ales i costats de color verd brillant. Cap blau. Pit verd daurant lluent. Abdomen gris. Cobertores caudals inferiors daurat vermellós. Cobertores caudals superiors i cua bronzat vermellós brillant.

Femella sense blau al cap i amb color menys brillants que el mascle.

## Hàbitat i distribució
Bosc i parcs de les ciutats des de l'est de Colòmbia, oest i nord de Veneçuela i Trinitat, cap al sud, a través de l'est de l'Equador i est del Perú fins al nord de Bolívia i zona limítrofa de l'oest del Brasil.